# Banca Carime
Banca Carime è stata una banca del Gruppo Bancario UBI Banca ed era presente in Puglia, Campania, Basilicata Calabria e Molise

## Storia
Nacque dalla fusione di tre banche locali meridionali: Cassa di Risparmio di Calabria e Lucania (Carical) fondata a Cosenza nel 1861, la Cassa di Risparmio di Puglia (CariPuglia) fondata a Bari nel 1949 e la Cassa di Risparmio Salernitana (Carisalerno) fondata a Salerno nel 1956.
Nel 1994 le casse erano state ricapitalizzate ed acquisite dalla Cariplo per poi confluire in Banca Intesa.
Nel 2001 era stata ceduta al gruppo Banca Popolare Commercio e Industria, poi confluita in BPU Banca e nel 2007 in UBI Banca.
Nel maggio 2007 la Banca Carime ha ceduto 15 sportelli alla Banca Popolare Pugliese.
Il 20 febbraio 2017 Banca Carime è stata incorporata da UBI Banca.